# آبشار کریک
آبشار کریک (به انگلیسی: Fall Creek Falls) آبشاری است که در کشور ایالات متحده آمریکا واقع شده‌است و بلندترین ریزشگاه آن ۷۸ متر ارتفاع دارد. حوضهٔ آبریز این آبشار، رودخانه میسیسیپی است.